# Lauenturm
Der Lauenturm, sorbisch Lawska wěžaⓘ, ist ein Teil der Stadtbefestigung der Stadt Bautzen. Er befindet sich am südlichen Rand der Altstadt, auf der westlichen Seite der Inneren Lauenstraße, die von der Friedensbrücke zum Rathaus führt. Der Turm erhielt seinen Namen vom Wappentier des Königreiches Böhmen, einem Löwen (von Leu = Löwe). Wenn man Bautzen in Richtung Böhmen verließ, musste man das Lauentor durchqueren.

## Geschichte

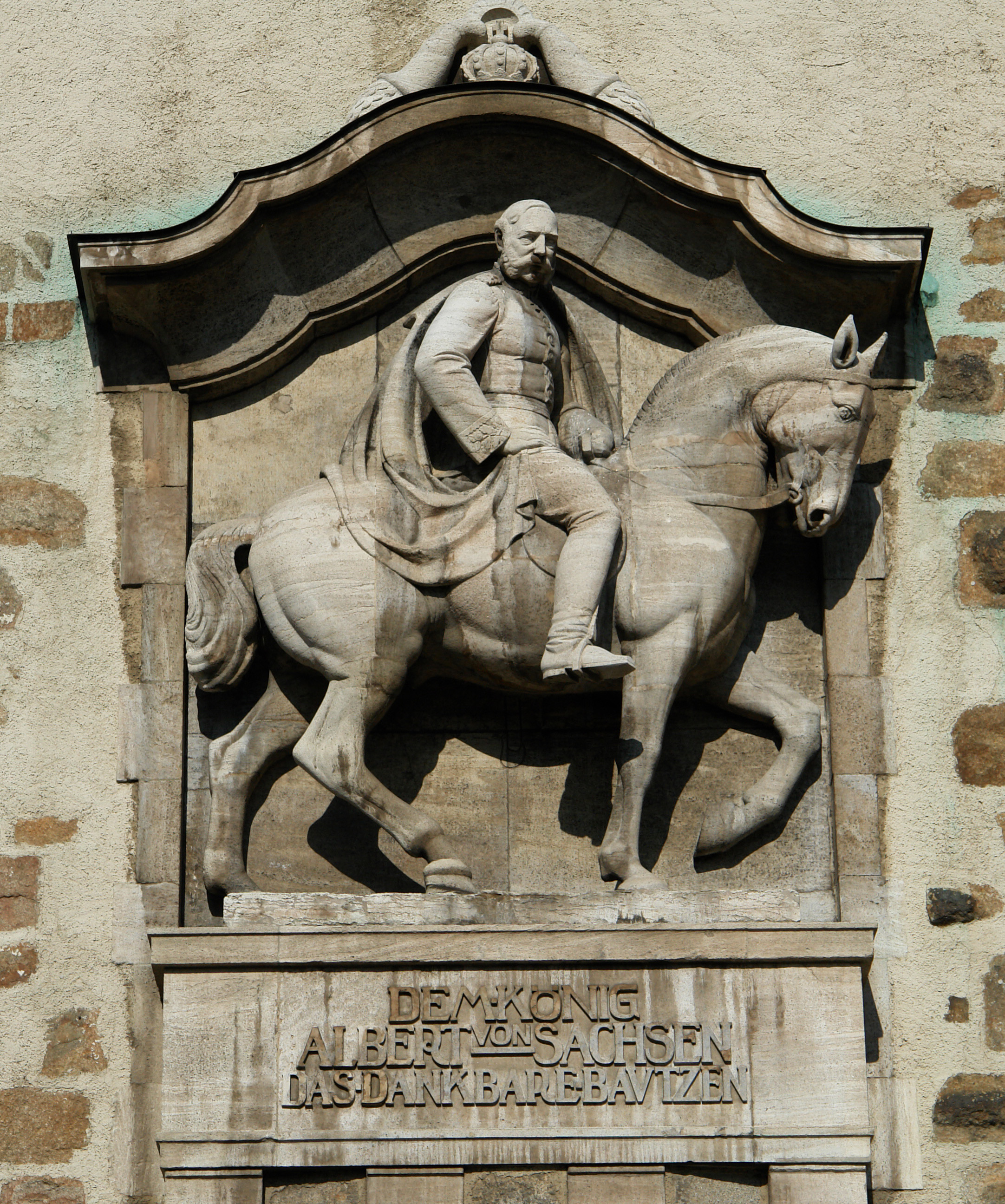
Reiterstandbild König Alberts I.

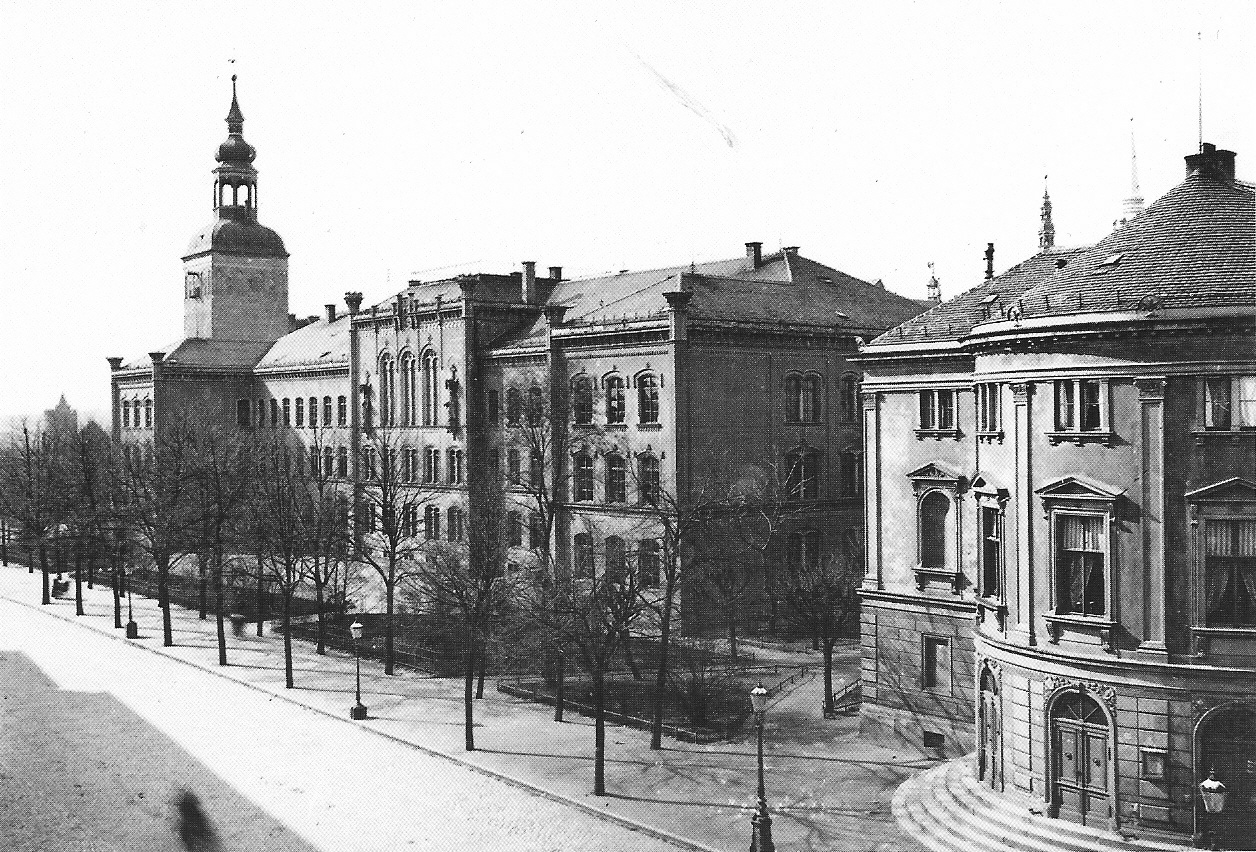
Lauengraben und Lauenturm um 1905

Der Lauenturm wurde als Wehrturm des Lauentores zu Beginn des 15. Jahrhunderts (1400–1403) erbaut. Er ist damit der älteste der städtischen Tortürme. Die für den Bau verwendeten Steine waren vom Bautzener Landvogt eigentlich für den Bau eines Ortenburgturmes gedacht. Da es immer wieder zu Spannungen zwischen Stadt und Burg kam, fühlten sich insbesondere die Bautzener Zünfte von diesem Vorhaben bedroht. Während der Abwesenheit des Landvogtes beschlagnahmte der Stadtrat die Steine und es wurde mit dem Bau des Lauenturmes begonnen. Spätere Proteste des Landvogtes in Prag konnte die Stadt mit ihrer Aussage entkräften, der Bau des Turmes diene dem Wohl der Stadt und damit dem Wohl der böhmischen Krone.
Das Alter des Turmes lässt sich unter anderem an seiner klotzig-viereckigen Gestalt erkennen, spätere Türme erhielten meist runde Formen, damit Geschosse besser abgleiten konnten. Zugänglich war der Lauenturm nur vom Wehrgang aus, die Tür an der Straße entstand später. Noch heute gibt es eine Verbindung vom zweiten Stock des angrenzenden Hauses durch die 3 m dicke Mauer ins Turminnere. In der Mitte des 16. Jahrhunderts wurde der Turm zum Hochsicherheitsgefängnis umgenutzt. Umgangssprachlich wurde dieses „Der Preuße“ genannt. Der steinerne Unterbau des Turmes wurde ab 1615 von einem hölzernen Aufbau gekrönt, welcher beim Brand 1720 zerstört wurde. Die neue Haube wurde erst nach 20 Jahren fertiggestellt. Zwischen 1615 und 1865 läutete die im Turm angebrachte Stundenglocke als Armesünderglocke bei jeder Hinrichtung.
Genau wie die anderen Tortürme der Stadt hatte der Lauenturm einen Befestigungsvorbau. Dieser bildete den aus vier Einzeltoren bestehenden südlichen Zugang zur Stadt. Davor lag der Stadtgraben, über den zunächst eine Zugbrücke, spätestens seit etwa 1700 bereits eine feste Brücke, führte. Der Bereich am Lauenturm war besonders stark befestigt, da hier der Graben begann, der die östliche Stadtseite bis zum Schülerturm umgab. Der westliche Stadtteil war demgegenüber durch das steile Gelände gesichert. Die Nahtstelle zwischen den zwei Verteidigungssystemen war bei Belagerungen besonders gefährdet, weshalb der Lauenturm eines der wichtigsten Verteidigungsbauwerke darstellte.
Zwischen den Jahren 1827 und 1858 wurde das Lauentor etappenweise abgetragen, um der veränderten Verkehrssituation in Bautzen gerecht zu werden. Das an der Südseite angebrachte 6 m hohe Reiterstandbild des sächsischen Königs Albert I. wurde von Walter Hauschild geschaffen und 1913 enthüllt. Zum Ende des Zweiten Weltkriegs wurde die Haube des Lauenturmes während der Schlacht um Bautzen erneut vollständig zerstört, seit 1956 ist sie wieder rekonstruiert. 1990/91 wurde der Turm umfassend restauriert. Er kann heute im Rahmen von Führungen als Aussichtsturm bestiegen werden.

## Sage
In einer alten Bautzener Sage heißt es, dass anstelle der Lauengasse, in der der Lauenturm steht, vor langer Zeit eine Wildnis herrschte, in der gewaltige Bäume und wilde Tiere vorhanden waren. Unter den Tieren seien auch Löwen gewesen. Da zu dieser Zeit Löwen auch Leuen genannt wurden, erhielt die Gasse zunächst den Namen Leuengasse, aus dem später der heutige Name Lauengasse wurde.